# ランボー・アマデウス
ランボー・アマデウス（セルビア語:Rambo Amadeus / Рамбо Амадеус、1963年6月14日 - ）、本名アントニイェ・プシッチ（Antonije Pušić / Антоније Пушић）は、モンテネグロ・コトル出身で、旧ユーゴスラビア諸国全域で人気のある歌手である。1963年にユーゴスラビア連邦人民共和国・モンテネグロ人民共和国のコトルにて生まれ育ち、その後セルビアのベオグラードに居住し、活動の拠点としている。
アマデウスの作品には、自ら「皮肉的なウィット」と評する一般的な人々や政治に対する風刺が多く含まれており、ジャズやロック、のちにドラムンベースなどの要素を取り入れたものとなっている。「ランボー・アマデウス」の名はジョン・ランボーとヴォルフガング・アマデウス・モーツァルトに由来する。また、彼の自称のひとつに「ランボー・アマデウス・スヴィエツキ・メガ・ツァル」（Rambo Amadeus Svjetski Mega Car; RASMC; 「世界メガツァール・ランボー・アマデウス」）がある。他に「愉快なポップ・ミュージック王」といった別称もある。コンサートでは単に完成された楽曲を歌うのではなく、人間の本当の姿をさらけ出す即興のユーモアを織りまぜた音楽を披露する。ランボー・アマデウスの作風や生き様は、フランク・ザッパやキャプテン・ビーフハートなどと比較される。
2012年5月には、アゼルバイジャンのバクーで開催されるユーロビジョン・ソング・コンテスト2012にモンテネグロ代表として参加する。

## 来歴

### 出自
ベオグラード大学の数学・自然科学学部を卒業した。初等音楽学校で6年を過ごし、ピアノの教育を受けるが退学している。
音楽に道を歩みはじめる前、レガッタ競技の選手だったことがあり、1972年から1984年にかけて、各種の国際的なレガッタ大会にユーゴスラビア代表として参加している。この間モンテネグロで何度か首位となり、南アドリア大会でジュニア部門での優勝、1980年の国際鉄門杯での優勝などを経験している。その後もコトル湾などでレガッタの大会に参加している。
中等学校のころに歌唱や作曲をするようになり、ヘルツェグ・ノヴィやポドゴリツァなどで地元のバンドの活動に加わった。1985年に高等教育を受けるためにセルビアのベオグラードに移住した。ベオグラードでの学生時代にも多くのアマチュア・バンド活動に関与してきた。

### 1980年代
1988年に初のスタジオ・アルバム『O tugo jesenja』がPGP-RTBから発売された。収録された作品は、ギターの演奏に加えて民謡のような声や、更にはオペラなども取り混ぜ、また非常にユーモアに富んだ歌詞であった。アマデウスは自身の作風をターボ・フォークと呼んだ。後のユーゴスラビア紛争時代、この言葉はこれとは全く異なる音楽ジャンルを表す言葉として定着し、この音楽ジャンルはユーゴスラビア崩壊に伴う社会秩序の崩壊と相まって世紀末的な流行を見せた。
2作目のアルバム『Hoćemo gusle』は1989年に発売された。この中では、のちのアマデウスの作品を特徴づける政治的な風刺が見られ、「Amerika i Engleska (biće zemlja proleterska)」と題された楽曲は当初「Kataklizma komunizma（大事変と共産主義）」と名付けられたが、政治的に認められないおそれが高いために改題された。スロボダン・ミロシェヴィッチらがモンテネグロなどを政治的に乗っ取り支配するための動きであった反官憲革命（anti-bureaucratic revolution）の中で、運動の参加者は「Hoćemo Ruse（ロシア人を出せ）」と叫んでいるようであったが、彼らが政治的非難を受けると自分たちは「Hoćemo gusle（グスレを出せ）」と叫んでいたのだと主張した。アマデウスの2作目のアルバムの題はこれを茶化したものである。
他の収録曲からは、「Glupi hit」や「Balkan boy」などもヒット曲となったが、特に「Samit u buregdžinici Laibach」では大きな反響を呼んだ。この楽曲はライバッハのヘヴィなメロディを、ラザ・コスティッチ（Laza Kostić）やデサンカ・マクシモヴィッチ（Desanka Maksimović）などの詩、代表的なカファナで歌われる曲「Čaše lomim」の歌詞などと混ぜあわせたものであった。またアルバムのブックレットには実在しない曲の歌詞が含まれており、「この楽曲にふさわしい場がないため、最後の瞬間で収録対象から外された」と記されている。この歌詞は曲名が「Pegepe ertebe」とされており、次のアルバムに収録されるとしていたが、その後実際にはいかなるアルバムでも公開されることはなかった。
1989年、サラエヴォのテレビ放送局SA3にて、ヤスナ・ベリ（Jasna Beri）とともにクイズ番組「Turbo-lilihip」の司会を務めた。

### 1990年代
3枚目のアルバム『M-91』は1991年の末に発売された。このとき、ユーゴスラビア社会主義連邦共和国における民族間の不和はすでに行き着くところまでいっていた。アルバムの副題は「Psihološko propagandni komplet（心理学的プロパガンダの結集）」とされ、収録曲も重く暗いテーマのものが多数であった。今作でも前作同様、ブックレットと実際の収録曲が異なっており、実際には収録されていない楽曲「KPGS」がブックレットに掲載される一方（この曲は次のライブ・アルバムに収録された）、「Halid invalid Hari」や「Prijatelju, prijatelju」はアルバムに収録されているがブックレットには掲載されていない。後者の「Prijatelju, prijatelju」には当初、スロボダン・ミロシェヴィッチとフラニョ・トゥジマンの演説の一部が使用されていたが、レコード会社によりその部分は完全に削除された。
ユーゴスラビア社会主義連邦共和国の構成国が次々に独立を宣言し、武力衝突が各地で起こり始めていたこの時代、アマデウスはセルビアとモンテネグロから成るユーゴスラビア連邦共和国から、マケドニアやスロベニアへのツアーを続けた。
1992年12月29日にスコピエで収録されたライブ・アルバム『KPGS』には新曲「Karamba karambita」が収録され、その後ベスト盤『Izabrana dela 1989–1994』も発表された。1995年7月、アマデウスはパリにてゴラン・ヴェイヴォダ（Goran Vejvoda）との共作を制作する。翌年に発表された『Mikroorganizmi』ではそれまでの作風とは大きな違いがみられ、独特のムーディな音楽に簡潔で実験的な歌詞を乗せている。一方、1997年のアルバム『Titanik』ではそれまでどおりの作風の新作も出している。
「Đetić u parlament」や「Oksimoron」などの演劇のための音楽も制作しており、1994年の「Lažni car Šćepan Mali」ではアマデウスはステリヤ賞（Sterija）を受賞した。また、レパ・ブレナやヴェスナ・ズミヤナツ（Vesna Zmijanac）といったターボ・フォーク歌手の作品でも作詞をしており、歌手のドラガナ・ミルコヴィッチを題材とした1994年の映画『Slatko od snova』用でも作詞を担当している。
1927年の無音映画『メトロポリス』をベオグラードのサヴァ・センター（Sava Center）で上映する際にアマデウスの音楽が使用された。音楽はベオグラード・フィルハーモニーによって演奏された。これらの楽曲は後に『Metropolis B (tour-de-force)』としてリリースされた。
1997年のツアーでも行き先にスロベニアが含まれており、2回行われたリュブリャナでのコンサートは後にライブ・アルバム『R.A. u KUD France Prešern』に収録された。1997年12月にはボスニア・ヘルツェゴヴィナのサラエヴォではセヨ・セクソン（Sejo Sexon）率いるザブラニェノ・プシェニェ（Zabranjeno pušenje）のギグにもゲスト出演した。これは、ユーゴスラビア連邦共和国の人物で、ボスニア・ヘルツェゴヴィナのボシュニャク人地域にてコンサートをした終戦後初めての例となった。
1998年6月、引退記念と称してベオグラードでコンサートを実施した。その後ボスニア・ヘルツェゴヴィナでも2つのコンサートをし、オランダに移住した。この「引退」について多くの人々は本当に引退するとは思っておらず、実際に4か月後にはベオグラードに戻り、音楽業界に復帰した。同年12月10日、クロアチアのプーラにてマルギタ・ステファノヴィッチ（Margita Stefanović）と共にショーを行い、ユーゴスラビア連邦共和国の人物としてクロアチアでも終戦後初の例となった。

### 2000年代以降
2000年に収録したアルバム『'Don't Happy, Be Worry』では、ノルウェーのジャーナリスト・Åsne Seierstadがノルウェー語で歌う民謡「Eg rodde meg ut på seiegrunnen」や、彼女の言葉をサンプリングした楽曲「Laganese」などが収録されている。
2005年より、タブロイド日刊紙ブリツにて「Megacarska razmišljanja（メガ皇帝の思うところ）」と題するコラムを掲載している。
2007年10月のベオグラード・オルタナティブ・ロック・フェスティバルでは、「オルタナティブ・ロックのミックス」と称し、12のセメント・ミキサによる「演奏」を披露した。
2008年、ヴォイヴォディナ・ラジオ・テレビジョン（RTV）で伝統民謡のオーケストラ・Zoruleの演奏で楽曲「Rakija」を歌った。この歌は後にテレビドラマ「Vratiće se rode」で使用されている。また、セルビア国営放送のジャズ・オーケストラの60周年記念のイベントにもゲスト歌手として参加している。
2011年11月、モンテネグロ国営放送により、ユーロビジョン・ソング・コンテスト2012のモンテネグロ代表に選出された。大会は2012年5月にアゼルバイジャンのバクーで開催される。

## ディスコグラフィー

### スタジオ・アルバム
- 1988年 - O tugo jesenja（PGP RTB）
- 1989年 - Hoćemo gusle（PGP RTB）
- 1991年 - Psihološko propagandni komplet M-91 （PGP RTB）
- 1995年 - Muzika za decu（B92）
- 1996年 - Mikroorganizmi（Komuna）
- 1997年 - Titanik（Komuna）
- 1998年 - Metropolis B (tour-de-force)（B92）
- 2000年 - Don't happy, be worry（Metropolis）
- 2005年 - Oprem Dobro（B92）
- 2008年 - Hipishizik Metafizik（PGP RTS）

### ミニ・アルバム
- 2008年 - Yes No,（Hip Son Music / Tunecore）

## ライブ・アルバム
- 1993 - Kurac, Pička, Govno, Sisa（Gema & DE）
- 1998 - R.A. u KUD France Prešern（Vinilmania）
- 2004 - Bolje jedno vruće pivo nego četri ladna（Metropolis）

### ベスト盤
- 1994 - Izabrana dela（PGP RTS）
- 1998 - Zbrana dela 1（Vinilmania）
- 1998 - Zbrana dela 2（Vinilmania）